# Saïx
Saïx är en kommun i departementet Tarn i regionen Occitanien i södra Frankrike. Kommunen ligger i kantonen Castres-Ouest som tillhör arrondissementet Castres. År 2022 hade Saïx 3 714 invånare.

## Befolkningsutveckling
Antalet invånare i kommunen Saïx
| Referens: INSEE |